# Trượt băng tốc độ cự ly ngắn tại Thế vận hội Mùa đông 2018 - 1000 mét nữ
Nội dung 1000 mét nữ của môn trượt băng tốc độ cự ly ngắn tại Thế vận hội Mùa đông 2018 diễn ra vào ngày 20 and 22 tháng 2 năm 2018 tại Gangneung Ice Arena ở Gangneung, Hàn Quốc.

## Kỷ lục
Trước giải đấu, các kỷ lục thế giới và Olympic như sau.
| Kỷ lục thế giới | Shim Suk-hee (KOR)    | 1:26.661 | Calgary, Canada | 21 tháng 10 năm 2012 |
| Kỷ lục Olympic  | Valérie Maltais (CAN) | 1:28.771 | Sochi, Nga      | 18 tháng 2 năm 2014  |

## Kết quả

### Vòng loại
Q – lọt vào tứ kết
ADV – đi tiếp
PEN – bị phạt
YC – thẻ vàng
| Hạng | Nhóm | Tên                   | Quốc gia                     | Thời gian | Ghi chú |
| ---- | ---- | --------------------- | ---------------------------- | --------- | ------- |
| 1    | 1    | Shim Suk-hee          | Hàn Quốc                     | 1:34.940  | Q       |
| 2    | 1    | Véronique Pierron     | Pháp                         | 1:35.299  | Q       |
| 3    | 1    | Bianca Walter         | Đức                          | 1:36.128  | ADV     |
|      | 1    | Han Yutong            | Trung Quốc                   |           | PEN     |
| 1    | 2    | Choi Min-jeong        | Hàn Quốc                     | 1:31.190  | Q       |
| 2    | 2    | Qu Chunyu             | Trung Quốc                   | 1:31.279  | Q       |
| 3    | 2    | Anastassiya Krestova  | Kazakhstan                   | 1:31.557  |         |
|      | 2    | Deanna Lockett        | Úc                           |           | PEN     |
| 1    | 3    | Suzanne Schulting     | Hà Lan                       | 1:29.519  | Q       |
| 2    | 3    | Ekaterina Efremenkova | Vận động viên Olympic từ Nga | 1:29.598  | Q       |
| 3    | 3    | Kim Iong-a            | Kazakhstan                   | 1:29.703  |         |
| 4    | 3    | Petra Jászapáti       | Hungary                      | 1:29.838  |         |
| 1    | 4    | Arianna Fontana       | Ý                            | 1:30.676  | Q       |
| 2    | 4    | Valérie Maltais       | Canada                       | 1:30.773  | Q       |
| 3    | 4    | Jessica Kooreman      | Hoa Kỳ                       | 1:31.657  |         |
| 4    | 4    | Kathryn Thomson       | Anh Quốc                     | 1:32.150  |         |
| 1    | 5    | Lara van Ruijven      | Hà Lan                       | 1:30.896  | Q       |
| 2    | 5    | Magdalena Warakomska  | Ba Lan                       | 1:31.259  | Q       |
| 3    | 5    | Andrea Keszler        | Hungary                      | 1:31.446  | ADV     |
|      | 5    | Elise Christie        | Anh Quốc                     |           | YC      |
| 1    | 6    | Li Jinyu              | Trung Quốc                   | 1:32.335  | Q       |
| 2    | 6    | Yara van Kerkhof      | Hà Lan                       | 1:43.364  | Q       |
|      | 6    | Sofia Prosvirnova     | Vận động viên Olympic từ Nga |           | PEN     |
|      | 6    | Anna Seidel           | Đức                          |           | PEN     |
| 1    | 7    | Kim A-lang            | Hàn Quốc                     | 1:30.459  | Q       |
| 2    | 7    | Marianne St-Gelais    | Canada                       | 1:30.512  | Q       |
| 3    | 7    | Sumire Kikuchi        | Nhật Bản                     | 1:30.970  |         |
|      | 7    | Lana Gehring          | Hoa Kỳ                       |           | PEN     |
| 1    | 8    | Kim Boutin            | Canada                       | 1:32.402  | Q       |
| 2    | 8    | Hitomi Saito          | Nhật Bản                     | 1:32.457  | Q       |
| 3    | 8    | Charlotte Gilmartin   | Anh Quốc                     | 1:32.899  |         |
| 4    | 8    | Cynthia Mascitto      | Ý                            | 1:32.926  |         |

### Tứ kết
Q – lọt vào bán kết
| Hạng | Nhóm | Tên                   | Quốc gia                     | Thời gian | Ghi chú |
| ---- | ---- | --------------------- | ---------------------------- | --------- | ------- |
| 1    | 1    | Kim Boutin            | Canada                       | 1:30.013  | Q       |
| 2    | 1    | Kim A-lang            | Hàn Quốc                     | 1:30.137  | Q       |
| 3    | 1    | Marianne St-Gelais    | Canada                       | 1:30.180  |         |
| 4    | 1    | Véronique Pierron     | Pháp                         | 1:30.323  |         |
| 5    | 1    | Bianca Walter         | Đức                          | 1:31.085  |         |
| 1    | 2    | Arianna Fontana       | Ý                            | 1:30.074  | Q       |
| 2    | 2    | Valérie Maltais       | Canada                       | 1:30.131  | Q       |
| 3    | 2    | Li Jinyu              | Trung Quốc                   | 1:30.175  |         |
| 4    | 2    | Hitomi Saito          | Nhật Bản                     | 1:30.804  |         |
| 1    | 3    | Choi Min-jeong        | Hàn Quốc                     | 1:30.940  | Q       |
| 2    | 3    | Qu Chunyu             | Trung Quốc                   | 1:31.284  | Q       |
| 3    | 3    | Magdalena Warakomska  | Ba Lan                       | 1:31.698  |         |
| 4    | 3    | Lara van Ruijven      | Hà Lan                       | 1:31.754  |         |
| 1    | 4    | Shim Suk-hee          | Hàn Quốc                     | 1:29.159  | Q       |
| 2    | 4    | Suzanne Schulting     | Hà Lan                       | 1:29.377  | Q       |
| 3    | 4    | Ekaterina Efremenkova | Vận động viên Olympic từ Nga | 1:29.466  |         |
| 4    | 4    | Yara van Kerkhof      | Hà Lan                       | 1:29.670  |         |
| 5    | 4    | Andrea Keszler        | Hungary                      | 1:30.642  |         |

### Bán kết
QA – lọt vào chung kết A
QB – lọt vào chung kết B
ADV – đi tiếp
PEN – bị phạt
| Hạng | Nhóm | Tên               | Quốc gia   | Thời gian | Ghi chú |
| ---- | ---- | ----------------- | ---------- | --------- | ------- |
| 1    | 1    | Kim Boutin        | Canada     | 1:29.065  | QA      |
| 2    | 1    | Arianna Fontana   | Ý          | 1:29.156  | QA      |
| 3    | 1    | Kim A-lang        | Hàn Quốc   | 1:29.212  | QB      |
|      | 1    | Valérie Maltais   | Canada     |           | PEN     |
| 1    | 2    | Suzanne Schulting | Hà Lan     | 1:30.949  | QA      |
| 2    | 2    | Shim Suk-hee      | Hàn Quốc   | 1:30.974  | QA      |
| 3    | 2    | Choi Min-jeong    | Hàn Quốc   | 1:31.131  | ADV     |
|      | 2    | Qu Chunyu         | Trung Quốc |           | PEN     |

### Chung kết
Chung kết B bị hủy bỏ vì Kim A-lang (thứ 5 chung cuộc) là người duy nhất góp mặt. The final was held on 22 tháng 2 năm 2018 at 20:29.
| Hạng | Tên               | Quốc gia | Thời gian | Ghi chú |
| ---- | ----------------- | -------- | --------- | ------- |
| 1    | Suzanne Schulting | Hà Lan   | 1:29.778  |         |
| 2    | Kim Boutin        | Canada   | 1:29.956  |         |
| 3    | Arianna Fontana   | Ý        | 1:30.656  |         |
| 4    | Choi Min-jeong    | Hàn Quốc | 1:42.434  |         |
| 6    | Shim Suk-hee      | Hàn Quốc |           | PEN     |